# Survivor (programa de televisión estadounidense)
Survivor es la versión estadounidense de la franquicia internacional de telerrealidad Survivor, derivada de la serie sueca Expedition Robinson, creada por Charlie Parsons y estrenada en 1997. La serie estadounidense se estrenó el 31 de mayo de 2000 en CBS. Está presentada por Jeff Probst, quien también es productor ejecutivo junto con Mark Burnett y el creador original, Parsons.
Survivor coloca a un grupo de personas en un lugar aislado, donde deben proveerse de alimento, fuego y refugio. Los concursantes compiten en desafíos que ponen a prueba sus habilidades físicas, como correr y nadar, o sus habilidades mentales, como rompecabezas y desafíos de resistencia, para obtener recompensas y evitar ser eliminados. Los concursantes son eliminados progresivamente del juego a medida que sus compañeros los eliminan, hasta que solo quedan dos o tres. En ese momento, los concursantes eliminados votan por el ganador. Éste recibe el título de «Único Superviviente» («Sole Survivor») y el gran premio de $1 000 000 de dólares estadounidenses ($2 000 000 de dólares en Winners at War).
La versión estadounidense ha tenido mucho éxito. Desde la temporada 2000-01 hasta la 2005-06 de la televisión estadounidense, sus primeras 11 temporadas (competencias) se situaron entre los 10 programas más vistos. Se le considera el líder de la telerrealidad en los EE. UU., ya que fue el primer reality show de alta audiencia y rentable en la televisión abierta estadounidense, y se considera uno de los mejores programas de la década del 2000. La serie ha sido nominada a 63 premios Emmy, incluido el de mejor mezcla de sonido en 2001, mejor programa de clase especial en 2002 y, posteriormente, fue nominada cuatro veces a mejor programa de competencia de telerrealidad cuando se introdujo la categoría en 2003. Probst ganó el premio al mejor presentador de un programa de telerrealidad o competencia de telerrealidad cuatro veces consecutivas después de que se introdujera el premio en 2008. En 2007, la serie fue incluida en la lista de la revista Time de los 100 mejores programas de televisión de todos los tiempos. En 2013, TV Guide la clasificó en el puesto número 39 en su lista de las «60 mejores series de todos los tiempos».
En mayo de 2025, la serie fue renovada para la temporada de televisión 2025-26 para sus temporadas 49 y 50, continuando con episodios de 90 minutos. La temporada 49 se estrenará el 24 de septiembre de 2025.

## Temporadas y ganadores

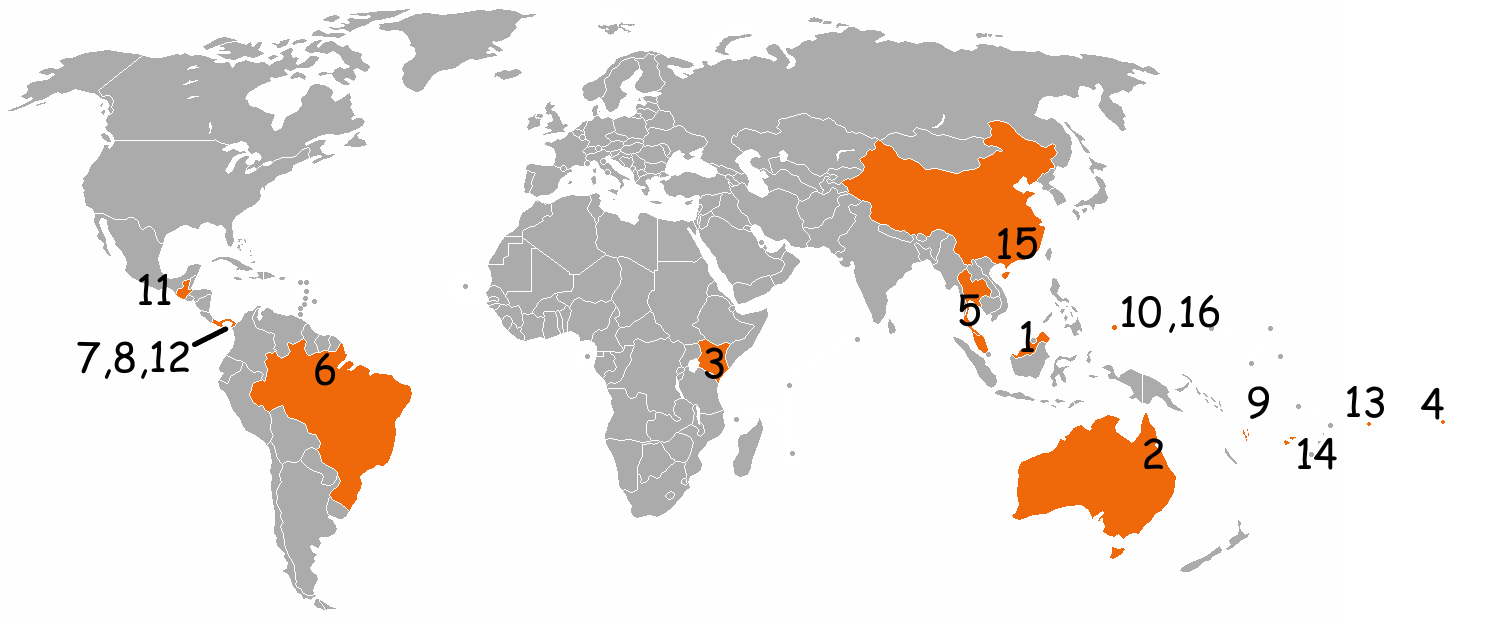
Localización de las diferentes temporadas.

Desde el año 2000 han sido emitidas totalmente 48 temporadas. 
A continuación los títulos de las temporadas junto con su ganador:
- 01- Survivor: Borneo - Richard Hatch
- 02- Survivor: The Australian Outback - Tina Wesson
- 03- Survivor: Africa - Ethan Zohn
- 04- Survivor: Marquesas - Vecepia Towery
- 05- Survivor: Thailand - Brian Heidik
- 06- Survivor: The Amazon - Jenna Morasca
- 07- Survivor: Pearls Islands - Sandra Diaz-Twine
- 08- Survivor: All-stars - Amber Mariano
- 09- Survivor: Vanuatu "Islands of fire" - Chris Daugherty
- 10- Survivor: Palau - Tom Westman
- 11- Survivor: Guatemala "The Mayan Empire" - Danni Boatwright
- 12- Survivor: Panama "Exile Island" - Aras Baskauskas
- 13- Survivor: Cook Islands - Yul Kwon
- 14- Survivor: Fiji - Earl Cole
- 15- Survivor: China - Todd Herzog
- 16- Survivor: Micronesia "Fans vs Favorites" - Parvati Shallow
- 17- Survivor: Gabon - Bob Crowley
- 18- Survivor: Tocantins - J.T. Thomas
- 19- Survivor: Samoa - Natalie White
- 20- Survivor: Heroes Vs. Villains - Sandra Diaz-Twine
- 21- Survivor: Nicaragua - Jud Birza
- 22- Survivor: Redemption Island - Rob Mariano
- 23- Survivor: South Pacific - Sophie Clarke
- 24- Survivor: One World - Kim Spradlin
- 25- Survivor: Philippines - Denise Stapley
- 26- Survivor: Caramoan "Fans vs Favorites" - John Cochran
- 27- Survivor: Blood vs Water - Tyson Apostol
- 28- Survivor: Cagayan - Tony Vlachos
- 29- Survivor: San Juan del Sur "Blood vs Water" - Natalie Anderson
- 30- Survivor: Worlds Apart - Mike Holloway
- 31- Survivor: Cambodia "Second Chance" - Jeremy Collins
- 32- Survivor: Kaôh Rōng - Michele Fitzgerald
- 33- Survivor: Millennials vs. Gen X - Adam Klein
- 34- Survivor: Game Changers - Sarah Lancina
- 35- Survivor: Heroes vs. Healers vs. Hustlers - Ben Driebergen
- 36- Survivor: Ghost Island - Wendell Holland
- 37- Survivor: David vs. Goliath - Nick Wilson
- 38- Survivor: Edge of Extinction - Chris Underwood
- 39- Survivor: Island of the Idols - Tommy Sheehan
- 40- Survivor: Winners at War - Tony Vlachos
- 41- Survivor 41 - Erika Casupanan
- 42- Survivor 42 - Maryanne Oketch
- 43- Survivor 43 - Mike Gabler
- 44- Survivor 44 - Yam Yam Arocho
- 45- Survivor 45 - Dee Valladares
- 46- Survivor 46 - Kenzie Petty
- 47- Survivor 47 - Rachel LaMont
- 48- Survivor 48 - Kyle Fraser

## Tribus y participantes
Durante las 47 temporadas los concursantes han sido divididos al inicio en tribus o grupos con igualdad numérica de concursantes, quienes conviven en diferentes campamentos hasta llegar la «fusión» en las que al reducirse considerablemente el número de concursantes por votaciones directas de cada tribu, los participantes restantes se unen en un solo campamento en un «todos contra todos» para llegar por medio de eliminaciones a la final (comúnmente de dos o tres finalistas) en la que un jurado conformado generalmente por los participantes expulsados a partir de la fusión, decide por mayoría de votos quien es el ganador del millón de dólares.
| TEMPORADA                                          | Localización                                                               | Tribus | Ganador y Jurado |
| -------------------------------------------------- | -------------------------------------------------------------------------- | --- | --- |
| Survivor 01: Borneo                                | Pulau Tiga, Sabah, Borneo. Malasia                                         | Tribu Tagi Tribu Pagong Fusión Tribu Rattana | RICHARD HATCH (Tribu Tagi) 2.º lugar. Kelly Wiglesworth (Tribu Tagi) Jurado 3.er lugar. Rudy Boesch (Tribu Tagi) 4.º lugar. Sue Hawk (Tribu Tagi) 5.º lugar. Sean Kennif (Tribu Tagi) 6.º lugar. Colleen Haskell (Tribu Pagong) 7.º lugar. Gervase Petersen (Tribu Pagong) 8.º lugar. Jenna Lewis (Tribu Pagong) 9.º lugar. Greg Buis (Tribu Pagong) |
| Survivor 02. The Australian Outback                | Río Herbert en Goshen Station (Sur-oeste de Cairns, Queensland). Australia | Tribu Ogakor Tribu Kucha Fusión Tribu Barramundi | TINA WESSON (Tribu Ogakor) 2.º lugar. Colby Donaldson (Tribu Ogakor) Jurado 3.er lugar. Keith Famie (Tribu Ogakor) 4.º lugar. Elisabeth Filarski (Tribu Kucha) 5.º lugar. Rodger Bingham (Tribu Kucha) 6.º lugar. Amber Brkich (Tribu Ogakor) 7.º lugar. Nick Brown (Tribu Kucha) 8.º lugar. Jerri Manthey (Tribu Ogakor) 9.º lugar. Alicia Calawayn (Tribu Kucha) Eliminados no miembros del Jurado 10.º lugar. Jeff Varner (Tribu Kucha) 11.er lugar/Evacuado. Michael Skupin (Tribu Kucha) 12do lugar. Kimmi Kappenberg (Tribu Kucha) 13.er lugar. Mitchell Olson (Tribu Ogakor) 14to lugar. Maralyn Hershel (Tribu Ogakor) 15.º lugar. Kel Gleason (Tribu Ogakor) 16.º lugar. Debb Eaton (Tribu Kucha) |
| Survivor 03. África                                | Reserva Nacional Shaba, Kenia                                              | Tribu Boran Tribu Samburu Fusión Tribu Moto Maji | ETHAN ZHON (Tribu Boran) 2.º lugar. Kim Johnson (Tribu Boran) Jurado 3.er lugar. Lex van den Berghe (Tribu Boran) 4.º lugar. Tom Buchanan (Tribu Boran) 5.º lugar. Teresa Cooper (Tribu Samburu) 6.º lugar. Kim Powers (Tribu Samburu) 7.º lugar. Frank Garrison (Tribu Samburu) 8.º lugar. Brandon Quinton (Tribu Samburu) 9.º lugar. Kelly Goldsmith (Tribu Boran) |
| Survivor 04. Marquesas                             | Isla Nuku Hiva. Islas Marquesas (Polinesia Francesa)                       | Tribu Maraamu Tribu Rotu Fusión Tribu Soliantu | VECEPIA TOWERY (Tribu Maraamu) 2.º lugar. Neleh Dennis (Tribu Rotu) Jurado 3.er lugar. Kathy Vavrick-O'Brien (Tribu Rotu) 4.º lugar. Paschal English (Tribu Rotu) 5.º lugar. Sean Rector (Tribu Maraamu) 6.º lugar. Robert DeCanio (Tribu Rotu) 7.º lugar. Tammy Leitner (Tribu Rotu) 8.º lugar. Zoe Zanidakis (Tribu Rotu) 9.º lugar. John Carroll (Tribu Rotu) |
| Survivor 05. Thailand                              | Ko Tarutao, Provincia de Satun. Tailandia                                  | Tribu Chuay Gahn Tribu Sook Jai Fusión Tribu Chuay Jai | BRIAN HEIDIK (Tribu Chuay Gahn) 2.º lugar. Clay Jordan (Tribu Chuay Gahn) Jurado 3.er lugar. Jan Gentry (Tribu Chuay Gahn) 4.º lugar. Helen Glover (Tribu Chuay Gahn) 5.º lugar. Ted Rogers, Jr. (Tribu Chuay Gahn) 6.º lugar. Jake Billingsley (Tribu Sook Jai) 7.º lugar. Penny Ramsey (Tribu Sook Jai) 8.º lugar. Ken Stafford (Tribu Sook Jai) 9.º lugar. Erin Collins (Tribu Sook Jai) |
| Survivor 06. The Amazon                            | Río Negro, Amazonas. Brasil                                                | Tribu Jaburu (Tribu de Mujeres) Tribu Tambaqui(Tribu de Hombres) Fusión Tribu Jacaré | JENNA MORASCA (Tribu Jaburu) 2.º lugar. Matthew von Ertfelda (Tribu Tambaqui) Jurado 3.er lugar. Rob Cesternino (Tribu Tambaqui) 4.º lugar. Butch Lockley (Tribu Tambaqui) 5.º lugar. Heidi Strobel (Tribu Jaburu) 6.º lugar. Christy Smith (Tribu Jaburu) 7.º lugar. Alex Bell (Tribu Tambaqui) 8.º lugar. Deena Bennett (Tribu Jaburu) 9.º lugar. Dave Johnson (Tribu Tambaqui) |
| Survivor 07. Pearl Islands                         | Islas de las Perlas. Panamá                                                | Tribu Drake Tribu Morgan Fusión Tribu Balboa | SANDRA DIAZ-TWINE (Tribu Drake) 2.º lugar. Lillian Morris (Tribu Morgan) Jurado 3.er lugar. Jon Dalton -FairPlay- (Tribu Drake) 4.º lugar. Darrah Johnson (Tribu Morgan) 5.º lugar. Burton Roberts (Tribu Drake) 6.º lugar. Christa Hastie (Tribu Drake) 7.º lugar. Tijuana Bradley (Tribu Morgan) 8.º lugar. Rupert Boneham (Tribu Drake) 9.º lugar. Ryan Opray (Tribu Morgan) |
| Survivor 08. All-Stars                             | Islas de las Perlas. Panamá                                                | Tribu Chapera Tribu Mogo Mogo Tribu Saboga Fusión Tribu Chabogamogo | AMBER BRKICH (Tribu Chapera/Survivor: The Australian Outback) 2.º lugar. Rob Mariano (Tribu Chapera/Survivor: Marquesas) Jurado 3.er lugar. Jenna Lewis (Tribu Saboga/Survivor: Borneo) 4.º lugar. Rupert Boneham (Tribu Saboga/Survivor: Pearl Islands) 5.º lugar. Tom Buchanan (Tribu Chapera/Survivor: Africa) 6.º lugar. Shii-Ann Huang (Tribu Mogo Mogo/Survivor: Thailand) 7.º lugar. Alicia Calaway (Tribu Chapera/Survivor: The Australian Outback) 8.º lugar. Kathy Vavrick-O'Brien (Tribu Mogo Mogo/Survivor: Marquesas) 9.º lugar. Lex van den Berghe (Tribu Mogo Mogo/Survivor: Africa) Eliminados no miembros del Jurado 10.º lugar. Jerri Manthey (Tribu Saboga/Survivor: The Australian Outback) 11.er lugar. Ethan Zhon (Tribu Saboga/Survivor: Africa) 12do lugar. Colby Donaldson (Tribu Mogo Mogo/Survivor: The Australian Outback) 13.er lugar/Abandona. Sue Hawks (Tribu Chapera/Survivor: Borneo) 14to lugar. Richard Hatch (Tribu Mogo Mogo/Survivor: Borneo) 15.º lugar. Rob Cesternino (Tribu Chapera/Survivor: The Amazon) 16.º lugar. Jenna Morasca (Tribu Mogo Mogo/Survivor: The Amazon) 17.º lugar. Rudy Boesch (Tribu Saboga/Survivor: Borneo) 18.º lugar. Tina Wesson (Tribu Saboga/Survivor: The Australian Outback) |
| Survivor 09. Vanuatu - Islands of Fire             | Efate, Provincia de Shefa. Vanuatu (Pacífico Sur)                          | Tribu Lopevi (Tribu de Hombres) Tribu Yasur (Tribu de Mujeres) Fusión Tribu Alinta | CHRIS DAUGHERTY (Tribu Lopevi) 2.º lugar. Twila Tanner (Tribu Yasur) Jurado 3.er lugar. Scout Cloud Lee (Tribu Yasur) 4.º lugar. Eliza Orlins (Tribu Yasur) 5.º lugar. Julie Berry (Tribu Yasur) 6.º lugar. Ami Cusack (Tribu Yasur) 7.º lugar. Leann Slaby (Tribu Yasur) 8.º lugar. James -Chad- Crittenden (Tribu Lopevi) 9.º lugar. Lea -Sarge- Masters (Tribu Lopevi) |
| Survivor 10. Palaos                                | Koror, Palaos. Micronesia (Pacífico Sur)                                   | Tribu Koror Tribu Ulong Fusión Tribu Koror | TOM WESTMAN (Tribu Koror) 2.º lugar. Katie Gallagher (Tribu Koror) Jurado 3.er lugar. Ian Rosenberger (Tribu Koror) 4.º lugar. Jennifer -Jenn- Lyon (Tribu Koror) 5.º lugar. Caryn Groedel (Tribu Koror) 6.º lugar. Gregg Carey (Tribu Koror) 7.º lugar. Stephenie Lagrossa (Tribu Ulong) 8.º lugar. Janu Tornell (Tribu Koror) 9.º lugar. Coby Archa (Tribu Koror) |
| Survivor 11. Guatemala - The Mayan Empire          | Laguna Yaxhá, parque nacional Yaxhá-Nakúm-Naranjo, Petén. Guatemala        | Tribu Nakum Tribu Yaxha Fusión Tribu Xhakum | DANNI BOATWRIGHT (tribu Nakum) 2.º lugar. Stephenie LaGrossa (tribu Yaxha/Survivor: Palaos) Jurado 3.er lugar. Rafe Judkins (tribu Yaxha) 4.º lugar. Lydia Morales (tribu Yaxha) 5.º lugar. Cindy Hall (tribu Nakum) 6.º lugar. Judd Sergeant (tribu Nakum) 7.º lugar. Gary Hogeboom (tribu Yaxha) 8.º lugar. Jamie Newton (tribu Yaxha) 9.º lugar. Bobby Jon Drinkard (tribu Nakum/Survivor: Palaos) |
| Survivor 12: Panama - Exile Island                 | Islas de las Perlas. Panamá                                                | Tribu Viveros (Tribu de hombres jóvenes) Tribu Bayoneta (Tribu de mujeres jóvenes) Tribu Casaya (Tribu de mujeres mayores) Tribu La Mina (Tribu de hombres mayores) Fusión Tribu Gitanos                  | ARAS BASKAUSKAS (Tribu Viveros) 2.º lugar. Danielle DiLorenzo (Tribu Bayoneta) Jurado 3.er lugar. Terry Deitz (Tribu La Mina) 4.º lugar. Cirie Fields (Tribu Casaya) 5.º lugar. Shane Powers (Tribu La Mina) 6.º lugar. Courtney Marit (Tribu Bayoneta) 7.º lugar. Bruce Kanegai (Tribu La Mina) 8.º lugar. Sally Schumann (Tribu Bayoneta) 9.º lugar. Austin Carty (Tribu Viveros) |
| Survivor 13. Cook Islands                          | Aitutaki, Islas Cook (Pacífico Sur)                                        | Tribu Puka Puka (Tribu de Asiático-Americanos) Tribu Aitutaki (Tribu de Hispano-Americanos) Tribu Manihiki (Tribu de Afroamericanos) Tribu Raratonga (Tribu de Caucáso-Americanos) Fusión Tribu Aitutonga | YUL KWON (Tribu Puka Puka) 2.º lugar. Oscar -Ozzy- Lusth (Tribu Aitutaki) 3.er lugar. Becky Lee (Tribu Puka Puka) Jurado 4.º lugar. Sundra Oakley (Tribu Manihiki) 5.º lugar. Adam Gentry (Tribu Raratonga) 6.º lugar. Parvati Shallow (Tribu Raratonga) 7.º lugar. Jonathan Penner (Tribu Raratonga) 8.º lugar. Candice Woodcock (Tribu Raratonga) 9.º lugar. Nathan -Nate- Gonzalez (Tribu Manihiki) 10.º lugar. Jenny Guzon-Bae (Tribu Puka Puka) 11vo lugar. Rebecca Borman (Tribu Manihiki) 12vo lugar. Brad Virata (Tribu Puka Puka) |
| Survivor 14. Fiji                                  | Macuata, Vanua Levu. República de Fiji (Pacífico Sur)                      | Tribu Ravu Tribu Moto Fusión Tribu Bula Bula | EARL COLE (Tribu Ravu) 2.º lugar. Cassandra Franklin (Tribu Moto) 3.er lugar. Andria -Dre- Herd (Tribu Moto) Jurado 4.º lugar. Yau-Man Chan (Tribu Ravu) 5.º lugar. Kenward -Boo- Bernis (Tribu Moto) 6.º lugar. Stacy Kimball (Tribu Moto) 7.º lugar. Alex Angarita (Tribu Moto) 8.º lugar. Mookie Lee (Tribu Ravu) 9.º lugar. Edgardo Rivera (Tribu Moto) 10.º lugar. Michelle Yi (Tribu Ravu) 11vo lugar. Lisette -Lisi- Linares (Tribu Moto) 12vo lugar. James -Rocky- Reid (Tribu Ravu) |
| Survivor 15. China                                 | Reserva Zhelin, Jiujiang, Jiangxi. China                                   | Tribu Fei Long Tribu Zhan Hu Fusión Tribu Hae Da Fung | TODD HERZOG (Tribu Fei Long) 2.º lugar. Courtney Yates (Tribu Fei Long) 3.er lugar. Amanda Kimmel (Tribu Fei Long) Jurado 4.º lugar. Denise Martin (Tribu Fei Long) 5.º lugar. Peih-Gee Law (Tribu Zhan Hu) 6.º lugar. Erik Huffman (Tribu Zhan Hu) 7.º lugar. James Clement (Tribu Fei Long) 8.º lugar. Michael -Frosti- Zernow (Tribu Zhan Hu) 9.º lugar. Jean-Robert Bellande (Tribu Fei Long) 10.º lugar. Jamie Dungan (Tribu Zhan Hu) |
| Survivor 16. Micronesia - Fans Vs Favorites        | Koror, Palaos. Micronesia                                                  | Tribu Malakal (Tribu de Favoritos) Tribu Airai (Tribu de Fans) Fusión Tribu Dabu | PARVATI SHALLOW (Tribu Malakal/Survivor: Cook Islands) 2.º lugar. Amanda Kimmel (Tribu Malakal/Survivor: China) Jurado 3.er lugar. Cirie Fields (Tribu Malakal/Survivor: Panama - Exile Island) 4.º lugar. Natalie Bolton (Tribu Airai) 5.º lugar. Erik Reichenbach (Tribu Airai) 6.º lugar. Alexis Jones (Tribu Airai) 7.º lugar. James Clement (Tribu Malakal/Survivor: China) 8.º lugar. Jason Siska (Tribu Airai) 9.º lugar. Oscar -Ozzy- Lusth (Tribu Malakal/Survivor: Cook Islands) 10.º lugar. Eliza Orlins (Tribu Malakal/Survivor: Vanuatu - Islands of Fire) 11.er lugar. Ami Cusack (Tribu Malakal/Survivor: Vanuatu - Islands of Fire) 12do lugar. Tracy Hughes-Wolf (Tribu Airai) 13.er lugar/Abandona. Kathy Sleckman (Tribu Airai) 14to lugar. Chet Welch (Tribu Airai) 15.º lugar/Evacuado. Jonathan Penner (Tribu Malakal/Survivor: Cook Islands) 16.º lugar. Joel Anderson (Tribu Airai) 17.º lugar. Mikey Bortone (Tribu Airai) 18.º lugar. Yau-Man Chan (Tribu Malakal/Survivor: Fiji) 19.º lugar. Mary Sartain (Tribu Airai) 20.º lugar. Jon Dalton (Tribu Malakal/Survivor: Pearls Islands) |
| Survivor 17. Gabon - Earth's Last Eden             | Reserva Presidencial Wonga-Wongue, Estuaire. Gabón                         | Tribu Kota Tribu Fang Fusión Tribu Nobag | ROBERT -BOB- CROWLEY (Tribu Kota) 2.º lugar. Susie Smith (Tribu Fang) 3.er lugar. Jessica -Sugar- Kiper (Tribu Kota) Jurado 4.º lugar. Matty Whitmore (Tribu Fang) 5.º lugar. Ken Hoang (Tribu Fang) 6.º lugar. Crystal Cox (Tribu Fang) 7.º lugar. Corinne Kaplan (Tribu Kota) 8.º lugar. Randy Bailey (Tribu Fang) 9.º lugar. Charlie Herschel (Tribu Kota) 10.º lugar. Marcus Lehman (Tribu Kota) |
| Survivor 18. Tocantins - The Brazilian Highlands   | Jalapão, Tocantins. Brasil                                                 | Tribu Jalapao Tribu Timbira Fusión Tribu Forza | JAMES -J.T.- THOMAS, JR. (Tribu Jalapao) 2.º lugar. Stephen Fishbach (Tribu Jalapao) Jurado 3.er lugar. Erinn Lobdell (Tribu Timbira) 4.º lugar. Tamara -Taj- Johnson-George (Tribu Jalapao) 5.º lugar. Benjamin -Coach- Wade (Tribu Timbira) 6.º lugar. Debra -Debbie- Beebe (Tribu Timbira) 7.º lugar. Sierra Reed (Tribu Timbira) 8.º lugar. Tyson Apostol (Tribu Timbira) 9.º lugar. Brendan Synnott (Tribu Timbira) |
| Survivor 19. Samoa                                 | Upolu. Samoa Americana (Pacífico Sur)                                      | Tribu Foa Foa Tribu Galu Fusión Tribu Aiga | NATHALIE WHITE (Tribu Foa Foa) 2.º lugar. Russell Hantz (Tribu Foa Foa) 3.er lugar. Mick Trimming (Tribu Foa Foa) Jurado 4.º lugar. Brett Clouser (Tribu Galu) 5.º lugar. Jaison Robinson (Tribu Foa Foa) 6.º lugar. Shannon -Shambo- Waters (Tribu Galu) 7.º lugar. Monica Padilla (Tribu Galu) 8.º lugar. David -Dave- Ball (Tribu Galu) 9.º lugar. John Fincher (Tribu Galu) 10.º lugar. Laura Morett (Tribu Galu) 11vo lugar. Kelly Sharbaugh (Tribu Galu) 12vo lugar. Erik Cardona (Tribu Galu) |
| Survivor 20. Heroes Vs Villains                    | Upolu. Samoa Americana (Pacífico Sur)                                      | Tribu de Villanos Tribu de Heroes Fusión Tribu Yin Yang | SANDRA DIAZ-TWINE (Tribu de Villanos/Survivor: Pearl Islands) 2.º lugar. Parvati Shallow (Tribu de Villanos/Survivor: Cook Islands, Micronesia - Fans Vs Favorites) 3.er lugar. Russell Hantz (Tribu de Villanos/Survivor: Samoa) Jurado 4.º lugar. Jerri Manthey (Tribu de Villanos/Survivor: The Australian Outback, All-Stars) 5.º lugar. Colby Donaldson (Tribu de Heroes/Survivor: The Australian Outback, All-Stars) 6.º lugar. Rupert Boneham (Tribu de Heroes/Survivor: Pearl Islands, All-Stars) 7.º lugar. Danielle DiLorenzo (Tribu de Villanos/Survivor: Panama - Exile Island) 8.º lugar. Candice Woodcock (Tribu de Heroes/Survivor: Cook Islands) 9.º lugar. Amanda Kimmel (Tribu de Heroes/Survivor: China, Micronesia - Fans Vs Favorites) 10.º lugar. James -J.T.- Thomas, Jr. (Tribu de Heroes/Survivor: Tocantins) 11vo lugar. Courtney Yates (Tribu de Villanos/Survivor: China) 12vo lugar. Benjamin -Coach- Wade (Tribu de Villanos/Survivor: Tocantins) Eliminados no miembros del Jurado 13.er lugar. Rob Mariano (Tribu de Villanos/Survivor: Marquesas, All-Stars) 14to lugar. James Clement (Tribu de Heroes/Survivor: China) 15.º lugar. Tyson Apostol (Tribu de Villanos/Survivor: Tocantins) 16.º lugar. Tom Westman (Tribu de Heroes/Survivor: Palau) 17.º lugar. Cirie Fields (Tribu de Heroes/Survivor: Panamá - Exile Island ) 18.º lugar. Randy Bailey (Tribu de Villanos/Survivor: Gabón) 19.º lugar. Stephenie LaGrossa (Tribu de Heroes/Survivor: Palau) 20.º lugar. Jessica -Sugar- Kiper(Tribu de Heroes/Survivor: Gabón)                                       |
| Survivor 21. Nicaragua                             | San Juan del Sur. Nicaragua                                                | Tribu La Flor Tribu Espada Fusión Tribu Libertad | JUD -FABIO- BIRZA (Tribu La Flor) 2.º lugar. Chase Rice (Tribu La Flor) 3.er lugar. Matthew -Sash- Lenahan (Tribu La Flor) Jurado 4.º lugar. Holly Hoffman (Tribu Espada) 5.º lugar. Dan Lembo (Tribu Espada) 6.º lugar. Jane Bright (Tribu Espada) 7.º lugar. Ben -Benry- Henry (Tribu La Flor) 8.º lugar/Renuncia. Kelly Shinn (Tribu La Flor) 9.º lugar/Renuncia. NaOnka Mixon (Tribu La Flor) 10.º lugar. Brenda Lowe (Tribu La Flor) 11vo lugar. Marty Piombo (Tribu Espada) 12vo lugar. Alina Wilson (Tribu La Flor) |
| Survivor 22. Redemption Island                     | San Juan del Sur. Nicaragua                                                | Tribu Ometepe Tribu Zapatera Fusión Tribu Murlonio | ROB MARIANO (Tribu Ometepe/Survivor: Marquesas, All-Stars, Heroes Vs Villains) 2.º lugar. Phillip Sheppard (Tribu Ometepe) 3.er lugar. Natalie Tenerelli (Tribu Ometepe) Jurado 4.º lugar. Ashley Underwood (Tribu Ometepe) 5.º lugar. Andrea Boehlke (Tribu Ometepe) 6.º lugar. Mike Chiesl (Tribu Zapatera) 7.º lugar. Matthew Elrod (Tribu Ometepe) 8.º lugar. Grant Mattos (Tribu Ometepe) 9.º lugar. Ralph Kiser (Tribu Zapatera) 10.º lugar. Steve Wright (Tribu Zapatera) 11vo lugar. Julie Wolfe (Tribu Zapatera) 12vo lugar. David Murphy (Tribu Zapatera) |
| Survivor 23. South Pacific                         | Upolu. Samoa Americana (Pacífico Sur)                                      | Tribu Upolu Tribu Savaii Fusión Tribu Te Tuna | SOPHIE CLARKE (Tribu Upolu) 2.º lugar. Benjamin -Coach- Wade (Tribu Upolu/Survivor: Tocantins, Heroes Vs Villains) 3.er lugar. Albert Destrade (Tribu Upolu) Jurado 4.º lugar. Oscar -Ozzy- Lusth (Tribu Savaii/Survivor: Cook Islands, Micronesia - Fans Vs Favorites) 5.º lugar. Rick Nelson (Tribu Upolu) 6.º lugar. Brandon Hantz (Tribu Upolu) 7.º lugar. Edna Ma (Tribu Upolu) 8.º lugar. John Cochran (Tribu Savaii) 9.º lugar. Whitney Duncan (Tribu Savaii) 10.º lugar. Dawn Meehan (Tribu Savaii) 11vo lugar. Keith Tollefson (Tribu Savaii) 12vo lugar. Jim Rice (Tribu Savaii) |
| Survivor 24. One World                             | Upolu. Samoa Americana (Pacífico Sur)                                      | Tribu Manono (Tribu de Hombres) Tribu Salani (Tribu de Mujeres) Fusión Tribu Tikiano | KIM SPRADLIN (Tribu Salani) 2.º lugar. Sabrina Thompson (Tribu Salani) 3.er lugar. Chelsea Meissner (Tribu Salani) Jurado 4.º lugar. Cristina Cha (Tribu Salani) 5.º lugar. Alicia Rosa (Tribu Salani) 6.º lugar. Greg (TARZAN) Smith (Tribu Manono) 7.º lugar. Kat Edorsson (Tribu Salani) 8.º lugar. Troy Robertson (Tribu Manono) 9.º lugar. Leif Manson (Tribu Manono) 10.º lugar. Jay Byars (Tribu Manono) 11vo lugar. Michael Jefferson (Tribu Manono) 12vo lugar. Jonas Otsuji (Tribu Manono) Eliminados no miembros del Jurado 13.º lugar/Evacuado. Colton Cumbie (Tribu Manono) 14to lugar. Monica Culpepper (Tribu Salani) 15.º lugar. Bill Posley (Tribu Manono) 16.º lugar. Matt Quinlan (Tribu Manono) 17.º lugar. Nina Acosta (Tribu Salani) 18.º lugar/Evacuada. Kourtney Moon (Tribu Salani) |
| Survivor 25. Philippines                           | Caramoan. Camarines Sur, Filipinas.                                        | Tribu Matsing Tribu Kalabaw Tribu Tandang Fusión Tribu Dangrayne | DENISE STAPLEY (Tribu Matsing) 2.º lugar. Lisa Whelchel (Tribu Tandang) 3.er lugar. Michael Skupin (Tribu Tandang/Survivor: The Australian Outback) Jurado 4.º lugar. Malcolm Freberg (Tribu Matsing) 5.º lugar. Abi-Maria Gomes (Tribu Tandang) 6.º lugar. Carter Williams (Tribu Kalabaw) 7.º lugar. Jonathan Penner (Tribu Kalabaw/Survivor: Cook Islands, Micronesia - Fans Vs Favorites) 8.º lugar. Peter «Pete» Yurkowski (Tribu Tandang) 9.º lugar. Artis Silvester (Tribu Tandang) 10.º lugar. Jeff Kent (Tribu Kalabaw) 11vo lugar. Roberta «RC» Saint-Amour (Tribu Tandang) Eliminados no miembros del Jurado 12vo lugar. Katie Hanson (Tribu Kalabaw) 13.º lugar. Sarah Dawson (Tribu Kalabaw) 14to lugar/Abandona. Dana Lambert (Tribu Kalabaw) 15.º lugar/Evacuado. Russell Swan (Tribu Matsing/Survivor: Samoa) 16.º lugar. Angie Layton (Tribu Matsing) 17.º lugar. Roxanne “Roxy” Morris (Tribu Matsing) 18.º lugar. Zane Knight (Tribu Matsing) |
| Survivor 26. Caramoan                              | Caramoan. Camarines Sur, Filipinas.                                        | Tribu Bikal (Tribu de Favoritos) Tribu Gota (Tribu de Fans) Fusión Tribu Enil Edam | JOHN COCHRAN (Tribu Bikal/Survivor: South Pacific) 2.º lugar. Dawn Meehan (Tribu Bikal/Survivor: South Pacific) 3.er lugar. Sherri Biethman (Tribu Gota) Jurado 4.º lugar. Edward “Eddie” Fox (Tribu Gota) 5.º lugar/Evacuado. Erik Reichenbach (Tribu Bikal/Survivor: Micronesia - Fans Vs Favorites) 6.º lugar. Brenda Lowe (Tribu Bikal/Survivor: Nicaragua) 7.º lugar. Andrea Boehlke (Tribu Bikal/Survivor: Redemption Island) 8.º lugar. Reynold Toepfer (Tribu Gota) 9.º lugar. Malcolm Freberg (Tribu Bikal/Survivor: Phillipines) 10.º lugar. Phillip Sheppard (Tribu Bikal/Survivor: Redemption Island) 11vo lugar. Michael Snow (Tribu Gota) Eliminados no miembros del Jurado 12vo lugar. Corinne Kaplan (Tribu Bikal/Survivor: Gabon) 13.º lugar. Julia Landauer (Tribu Gota) 14to lugar. Matt Bischoff (Tribu Gota) 15.º lugar. Brandon Hantz (Tribu Bikal/Survivor: South Pacific) 16.º lugar. Laura Alexander (Tribu Gota) 17.º lugar/Evacuado. Shamar Thomas (Tribu Gota) 18.º lugar. Hope Driskill (Tribu Gota) 19.º lugar. Allie Pohevitz (Tribu Gota) 20.º lugar. Francesca Hogi (Tribu Bikal/Survivor: Redemption Island) |
| Survivor 27. Blood vs Water                        | Cagayan. C S, Filipinas.                                                   | Tribu Galang Tribu Tadhana Fusión Tribu Kasama | TYSON APOSTOL (Tribu Galang/Survivor: Tocantins, Heroes Vs Villains) 2.º lugar. Monica Culppeper (Tribu Galang/Survivor: One World) 3.er lugar. Gervase Peterson (Tribu Galang/Survivor: Borneo) Jurado 4.º lugar. Tina Wesson (Tribu Galang/Survivor: The Australian Outback, All-Stars) 5.º lugar. Ciera Eastin (Tribu Tadhana) 6.º lugar. Laura Morett (Tribu Galang/Survivor: Samoa) 7.º lugar. Hayden Moss (Tribu Tadhana) 8.º lugar. Katie Collins (Tribu Tadhana) 9.º lugar. Caleb Bankston (Tribu Tadhana) 10.º lugar. Vytas Baskauskas (Tribu Tadhana) 11vo lugar. Aras Baskauskas (Tribu Galang/Survivor: Panama - Exile Island) Eliminados no miembros del Jurado 12vo lugar. Laura Boneham (Tribu Tadhana) 13.º lugar. John Cody (Tribu Tadhana) 14to lugar. Kat Edorsson (Tribu Galang/Survivor: One World) 15.º lugar. Brad Culpepper (Tribu Tadhana) 16.º lugar. Candice Cody (Tribu Galang/Survivor: Cook Islands, Heroes Vs Villains) 17.º lugar. Marisa Peterson (Tribu Tadhana) 18.º lugar. Rachel Foulger (Tribu Tadhana) 19.º lugar/Abandona. Colton Cumbie (Tribu Galang/Survivor: One World) 20.º lugar. Rupert Boneham (Tribu Galang/Survivor: Pearl Islands, All-Stars, Heroes Vs Villains) |
| Survivor 28. Cagayan                               | Cagayan. C S, Filipinas.                                                   | Tribu Aparri (Tribu de Fuerza) Tribu Luzon (Tribu de Inteligencia) Tribu Solana (Tribu de Belleza) Fusión Tribu Solarrion                                                                                 | TONY VLACHOS (Tribu Aparri) 2.º lugar. Woo Ywang (Tribu Aparri) Jurado 3.er lugar. Kass McQuillen (Tribu Luzón) 4.º lugar. Spencer Bledsoe (Tribu Luzón) 5.º lugar. Trish Hegarthy (Tribu Aparri) 6.º lugar. Tasha Fox (Tribu Luzón) 7.º lugar. Jefra Bland (Tribu Solana) 8.º lugar. Jeremiah Wood (Tribu Solana) 9.º lugar. LJ McKanas (Tribu Solana) 10.º lugar. Morgan McLeod (Tribu Solana) 11vo lugar. Sarah Lacina (Tribu Aparri) Eliminados no miembros del Jurado 12vo lugar. Alexis Maxwell (Tribu Luzón) 13.º lugar/Abandona. Lindsey Ogle (Tribu Aparri) 14to lugar. Cliff Robinson (Tribu Aparri) 15.º lugar. J´Tia Taylor (Tribu Luzón) 16.º lugar. Brice Johnston (Tribu Solana) 17.º lugar. Garret Adelstein (Tribu Luzón) 18.º lugar. David Samson (Tribu Luzón) |
| Survivor 29. San Juan del Sur                      | San Juan del Sur. Nicaragua                                                | Tribu Coyopa Tribu Hunahpu Fusión Tribu Huyopa | NATALIE ANDERSON (Tribu Hunahpu) 2.º lugar. Jaclyn Schultz (Tribu Coyopa) 3.er lugar. Missy Payne (Tribu Hunahpu) Jurado 4.º lugar. Keith Nale (Tribu Hunahpu) 5.º lugar. Baylor Wilson (Tribu Coyopa) 6.º lugar. Jon Misch (Tribu Hunahpu) 7.º lugar. Alec Christy (Tribu Coyopa) 8.º lugar. Reed Kelly (Tribu Hunahpu) 9.º lugar. Wes Nale (Tribu Coyopa) 10.º lugar. Jeremy Collins (Tribu Hunahpu) 11vo lugar. Josh Canfield (Tribu Coyopa) Eliminados no miembros del Jurado 12vo lugar/Abandona. Julie McGee (Tribu Hunahpu) 13.º lugar. Dale Wentworth (Tribu Coyopa) 14to lugar. Kelley Wentworth (Tribu Hunahpu) 15.º lugar. Drew Christy (Tribu Hunahpu) 16.º lugar. John Rocker (Tribu Coyopa) 17.º lugar. Val Collins (Tribu Coyopa) 18.º lugar. Nadiya Anderson (Tribu Coyopa) |
| Survivor 30. Worlds Apart                          | San Juan del Sur. Nicaragua                                                | Tribu Nagarote Tribu Escameca Tribu Masaya Fusión Tribu Merica | MIKE HOLLOWAY (Tribu Escameca) 2.º lugar. Carolyn Rivera (Tribu Masaya) 3.er lugar. Will Sims II (Tribu Nagarote) Jurado 4.º lugar. Rodney Lavoei Jr. (Tribu Escameca) 5.º lugar. Sierra Thomas (Tribu Escameca) 6.º lugar. Dan Foley (Tribu Escameca) 7.º lugar. Tyler Fredrickson (Tribu Masaya) 8.º lugar. Shirin Ooski (Tribu Masaya) 9.º lugar. Jenn Brown (Tribu Nagarote) 10.º lugar. Joe Anglim (Tribu Nagarote) 11vo lugar. Hali Ford (Tribu Nagarote) Eliminados no miembros del Jurado 12vo lugar. Kelly Remington (Tribu Escameca) 13.º lugar. Joaquin Souberbielle (Tribu Masaya) 14to lugar. Max Dawson (Tribu Masaya) 15.º lugar. Lindsey Cascaddan (Tribu Escameca) 16.º lugar. Nina Poersch (Tribu Nagarote) 17.º lugar. Vince Sly (Tribu Nagarote) 18.º lugar. So Kim (Tribu Masaya) |
| Survivor 31. Cambodia-Second Chance                | Koh Rong. Cambodia                                                         | Tribu Ta Keo Tribu Bayon Tribu Angkor Fusión Tribu Orkun | JEREMY COLLINS (Tribu Bayon/Survivor: San Juan del Sur) 2.º/3.er lugar. Spencer Bledsoe (Tribu Ta Keo/Survivor: Cagayan) 2.º/3.er lugar. Tasha Fox (Tribu Bayon/Survivor: Cagayan) Jurado 4.º lugar. Kelley Wentworth (Tribu Ta Keo/Survivor: San Juan del Sur) 5.º lugar. Keith Nale (Tribu Bayon/Survivor: San Juan del Sur) 6.º lugar. Kimmi Kappenberg (Tribu Bayon/Survivor: The Australian Outback) 7.º lugar. Abi-Maria Gomes (Tribu Ta Keo/Survivor: Philippines) 8.º lugar. Joe Anglim (Tribu Bayon/Survivor: Worlds Apart) 9.º lugar. Stephen Fishbach (Tribu Bayon/Survivor: Tocantins) 10.º lugar. Ciera Eastin (Tribu Bayon/Survivor: Blood vs Water) 11vo lugar. Kelly Wiglesworth (Tribu Ta Keo/Survivor: Borneo) 12vo lugar. Andrew Savage (Tribu Bayon/Survivor: Pearls Islands) 13.º lugar. Kass McQuillen (Tribu Bayon/Survivor: Cagayan) Eliminados no miembros del Jurado 14to lugar. Woo Hwang (Tribu Ta Keo/Survivor: Cagayan) 15.º lugar/Abandona. Terry Deitz (Tribu Ta Keo/Survivor: Panama) 16.º lugar. Monica Padilla (Tribu Bayon/Survivor: Samoa) 17.º lugar. Jeff Varner (Tribu Ta Keo/Survivor: The Australian Outback) 18.º lugar. Peih-Gee Law (Tribu Ta Keo/Survivor: China) 19.º lugar. Shirin Oskooi (Tribu Ta Keo/Survivor: Worlds Apart) 20.º lugar. Vytas Baskauskas (Tribu Ta Keo/Survivor: Blood vs Water) |
| Survivor 32. Kaôh Rōng-Brains vs. Brawn vs. Beauty | Koh Rong. Cambodia                                                         | Tribu Gondol (Tribu de Belleza) Tribu Chan Loh (Tribu de Inteligencia) Tribu To Tang (Tribu de Fuerza) Fusión Tribu Dara                                                                                  | MICHELE FITZGERALD (Tribu Gondol) 2.º lugar. Aubry Bracco (Tribu Chan Loh) 3.er lugar. Tai Trang (Tribu Gondol) Jurado 4.º lugar. Cydney Gillon (Tribu To Tang) 5.º lugar/Evacuado. Joe del Campo (Tribu Chan Loh) 6.º lugar. Kyle Jason (Tribu To Tang) 7.º lugar. Julia Sokolowski (Tribu Gondol) 8.º lugar. Scot Pollard (Tribu To Tang) 9.º lugar. Debbie Wanner (Tribu Chan Loh) 10.º lugar Nick Maiorano (Tribu Gondol) Eliminados no miembros del Jurado 11vo lugar/Evacuado. Neal Gottlieb (Tribu Chan Loh) 12vo lugar. Peter Baggenstos (Tribu Chan Loh) 13.º lugar. Anna Khait (Tribu Gondol) 14to lugar. Alecia Holden (Tribu To Tang) 15.º lugar/Evacuado. Caleb Reynolds (Tribu Gondol) 16.º lugar. Liz Markham (Tribu Chan Loh) 17.º lugar. Jennifer Lanzetti (Tribu To Tang) 18.º lugar. Darnell Hamilton (Tribu To Tang) |
| Survivor 33. Millennials vs. Gen X                 | Islas Mamanuca. Fiji                                                       | Tribu Vanua (Tribu de Milenarios 'Jóvenes') Tribu Takali (Tribu de Generación X 'Mayores') Tribu Ika Bula Fusión Tribu Vinaka                                                                             | ADAM KLEIN (Tribu Vanua) 2.º/3.er lugar. Hannah Shapiro (Tribu Vanua) 2.º/3.er lugar. Ken McNickle (Tribu Takali) Jurado 4.º lugar. David Wright (Tribu Takali) 5.º lugar. Bret LaBelle (Tribu Takali) 6.º lugar. Justin -Jay- Starret (Tribu Vanua) 7.º lugar. Sunday Burquest (Tribu Takali) 8.º lugar. Will Whal (Tribu Vanua) 9.º lugar. Zeke Smith (Tribu Vanua) 10.º lugar Jessica Lewis (Tribu Takali) 11vo lugar. Chris Hammons (Tribu Takali) 12vo lugar. Taylor Lee Stocker (Tribu Vanua) 13.º lugar. Michelle Shubert (Tribu Vanua) Eliminados no miembros del Jurado 14to lugar. Michaela Bradshaw (Tribu Vanua) 15.º lugar. Jessica -Figgy- Figueroa (Tribu Vanua) 16.º lugar. Ciandre -CeCe- Taylor (Tribu Takali) 17.º lugar. Lucy Huang (Tribu Takali) 18.º lugar. Paul Watcher (Tribu Takali) 19.º lugar. Mari Takahashi (Tribu Vanua) 20.º lugar. Rachel Ako (Tribu Takali) |
| Survivor 34. Game Changers                         | Islas Mamanuca. Fiji                                                       | Tribu Mana Tribu Nuku Tribu Tavua Fusión Tribu Maku Maku | SARAH LACINA (Tribu Nuku/Survivor: Cagayan) 2.º lugar. Brad Culpepper (Tribu Nuku/Survivor: Blood vs Water) 3.º lugar. Troy Robertson (Tribu Mana/Survivor: One World) Jurado 4.º lugar. Tai Trang (Tribu Nuku/Survivor: Kaôh Rōng) 5.º lugar. Aubry Bracco (Tribu Mana/Survivor: Kaôh Rōng) 6.º lugar. Cirie Fields (Tribu Nuku/Survivor: Panamá - Exile Island, Micronesia - Fans Vs Favorites, Heroes Vs Villains) 7.º lugar. Michaela Bradshaw (Tribu Mana/Survivor: Millennials vs. Gen X) 8.º lugar. Andrea Boehlke (Tribu Nuku/Survivor: Redemption Island, Caramoan – Fans Vs Favorites) 9.º lugar. Sierra Thomas (Tribu Nuku/Survivor: Worlds Aparts) 10.º lugar. Zeke Smith (Tribu Nuku/Survivor: Millennials vs. Gen X) 11.º lugar. Debbie Warner (Tribu Nuku/Survivor: Kaôh Rōng) 12.º lugar. Oscar -Ozzy- Lusth (Tribu Nuku/Survivor: Cook Islands, Micronesia - Fans Vs Favorites, South Pacific) 13.º lugar. Hali Ford (Tribu Mana/Survivor: Worlds Aparts) Eliminados no miembros del Jurado 14.º lugar. Jeff Varner (Tribu Mana/Survivor: The Australian Outback, Cambodia – Second Chance) 15.º lugar. Sandra Diaz-Twine (Tribu Mana/Survivor: Pearls Islands, Heroes Vs Villains) 16.º lugar. James -J.T.- Thomas, Jr. (Tribu Nuku/Survivor: Tocantins, Heroes Vs Villains) 17.º lugar. Malcolm Freberg (Tribu Mana/Survivor: Phillipines, Caramoan – Fans Vs Favorites) 18.º lugar. Caleb Reynolds (Tribu Mana/Survivor: Kaôh Rōng) 19.º lugar. Tony Vlachos (Tribu Mana/Survivor: Cagayan) 20.º lugar. Ciera Eastin (Tribu Mana/Survivor: Blood vs Water, Cambodia – Second Chance) |
| Survivor 35. Heroes vs. Healers vs. Hustlers       | Islas Mamanuca. Fiji                                                       | Tribu Levu Tribu Soko Tribu Yawa Fusión Tribu Solewa | BEN DRIEBERGEN (Tribu Levu) Jurado 12.º lugar. TBA (Tribu P/D) Eliminados no miembros del Jurado 13.º lugar. Alexandrea «Ali" Elliott (Tribu Yawa) 14.º lugar. Roark Luskin (Tribu Soko) 15.º lugar. Alan Ball (Tribu Levu) 16.º lugar. Patrick Bolton (Tribu Yawa) 17.º lugar. Simone Nguyen (Tribu Yawa) 18.º lugar. Katrina Radke (Tribu Levu) |
| Survivor 36. Ghost Island                          | Islas Mamanuca. Fiji                                                       | Tribu Malolo Tribu Naviti Tribu Yanuya Trribu Lavita | WENDELL HOLLAND (Tribu Naviti) 2.º lugar. Domenick Abbate (Tribu Naviti) Jurado 3.º lugar. Laurel Jhonson (Tribu Malolo) 4.º lugar. Angela Perkins (Tribu Naviti) 5.º lugar. Donathan Hurley (Tribu Malolo) 6.º lugar. Sebastian Noel (Tribu Naviti) 7.º lugar. Kellyn Betchtold (Tribu Naviti) 8.º lugar. Chelsea Townsend (Tribu Naviti) 9.º lugar. Michael Yerger (Tribu Malolo) 10.º lugar. Jenna Bowman (Tribu Malolo) 11.º lugar. Desiree Afuye (Tribu Naviti) 12.º lugar. Libby Vincek (Tribu Malolo) 13.º lugar. Chris Noble (Tribu Naviti) |
| Survivor 37. David VS Goliat                       | Islas Mamanuca. Fiji                                                       | Tribu David Tribu Goliat Tribu Tiva Tribu Kalokalo | NICK WILSON (Tribu David) 2.º lugar. Mike White (Tribu Goliat) 3.º lugar. Angelina Keeley (Tribu Goliat) Jurado 4.º lugar. Kara Kay (Tribu Goliat) 5.º lugar. Alison Raybould (Tribu Goliat) 6.º lugar. Davie Rickenbacker (Tribu David) 7.º lugar. Christian Hubicki (Tribu David) 8.º lugar. Gabby Pascuzzi (Tribu David) 9.º lugar. Carl Boudreaux (Tribu David) 10.º lugar. Alec Merlino (Tribu Goliat) 11.º lugar. Dan Rengering (Tribu Goliat) 12.º lugar. Jhon Hennigan (Tribu Goliat) 13.º lugar. Elizabeth Olson (Tribu David) |

## Ranking
| Temporada                        | Horarios (USA)   | Premier                  | Premier                              | Final                   | Final                             | Final                              | Temporada de TV | Rankings | televidentes (en millones) |
| Temporada                        | Horarios (USA)   | Fecha                    | Premiere. Televidentes (en millones) | Fecha                   | Final. Televidentes (en millones) | Reunión Televidentes (en millones) | Temporada de TV | Rankings | televidentes (en millones) |
| -------------------------------- | ---------------- | ------------------------ | ------------------------------------ | ----------------------- | --------------------------------- | ---------------------------------- | --------------- | -------- | -------------------------- |
| Survivor: Borneo                 | Miércoles 8:00PM | 31 de mayo de 2000       | 15.51                                | 23 de agosto de 2000    | 51.69                             | 36.70                              | 1999-2000       | n/a      | 28.30                      |
| Survivor: The Australian Outback | Jueves 8:00PM    | 28 de enero de 2001      | 45.37sb                              | 3 de mayo de 2001       | 36.35                             | 28.01                              | 2000-2001       | #1       | 29.80                      |
| Survivor: Africa                 | Jueves 8:00PM    | 11 de octubre de 2001    | 23.84                                | 10 de enero de 2002     | 27.26                             | 19.05                              | 2001-2002       | #5       | 20.69                      |
| Survivor: Marquesas              | Jueves 8:00PM    | 28 de febrero de 2002    | 23.19                                | 19 de mayo de 2002      | 25.87                             | 17.89                              | 2001-2002       | #4       | 20.77                      |
| Survivor: Thailand               | Jueves 8:00PM    | 19 de septiembre de 2002 | 23.05                                | 19 de diciembre de 2002 | 24.08                             | 20.43                              | 2002-2003       | #6       | 21.21                      |
| Survivor: The Amazon             | Jueves 8:00PM    | 13 de febrero de 2003    | 23.26                                | 11 de mayo de 2003      | 22.29                             | 17.65                              | 2002-2003       | #8       | 19.97                      |
| Survivor: Pearl Islands          | Jueves 8:00PM    | 18 de septiembre de 2003 | 21.50                                | 14 de diciembre de 2003 | 25.23                             | 21.87                              | 2003-2004       | #6       | 20.72                      |
| Survivor: All-Stars              | Jueves 8:00PM    | 1 de febrero de 2004     | 33.54sb                              | 9 de mayo de 2004       | 24.76                             | 23.92                              | 2003-2004       | #4       | 21.49                      |
| Survivor: Vanuatu                | Jueves 8:00PM    | 16 de septiembre de 2004 | 20.06                                | 12 de diciembre de 2004 | 19.72                             | 15.23                              | 2004-2005       | #6       | 19.64                      |
| Survivor: Palaos                 | Jueves 8:00PM    | 17 de febrero de 2005    | 23.66                                | 15 de mayo de 2005      | 20.80                             | 15.48                              | 2004-2005       | #5       | 20.91                      |
| Survivor: Guatemala              | Jueves 8:00PM    | 15 de septiembre de 2005 | 18.41                                | 11 de diciembre de 2005 | 21.18                             | 15.21                              | 2005-2006       | #8       | 18.30                      |
| Survivor: Panama                 | Jueves 8:00PM    | 2 de febrero de 2006     | 19.20                                | 14 de mayo de 2006      | 17.07                             | 11.65                              | 2005-2006       | #11      | 16.82                      |
| Survivor: Cook Islands           | Jueves 8:00PM    | 14 de septiembre de 2006 | 18.00                                | 17 de diciembre de 2006 | 16.42                             | 13.53                              | 2006-2007       | #13      | 15.75                      |
| Survivor: Fiji                   | Jueves 8:00PM    | 8 de febrero de 2007     | 16.68                                | 13 de mayo de 2007      | 13.63                             | 11.43                              | 2006-2007       | #15      | 14.83                      |
| Survivor: China                  | Jueves 8:00PM    | 20 de septiembre de 2007 | 15.35                                | 16 de diciembre de 2007 | 15.10                             | 12.22                              | 2007-2008       | #13      | 15.18                      |
| Survivor: Micronesia             | Jueves 8:00PM    | 7 de febrero de 2008     | 14.02                                |                         |                                   |                                    | 2007-2008       |          |                            |

## Localización de temporadas
| Continente      | País                                              |
| --------------- | ------------------------------------------------- |
| África          | Gabón (17)                                        |
| África          | Kenia (3)                                         |
| Asia            | Camboya (31, 32)                                  |
| Asia            | China (15)                                        |
| Asia            | Filipinas (25, 26, 27, 28)                        |
| Asia            | Malasia (1)                                       |
| Asia            | Tailandia (5)                                     |
| América Central | Guatemala (11)                                    |
| América Central | Nicaragua (21, 22, 29, 30)                        |
| América Central | Panamá (7, 8, 12)                                 |
| América del Sur | Brasil (6, 18)                                    |
| Oceanía         | Australia (2)                                     |
| Oceanía         | Fiyi (14, 33, 34, 35, 36, 37, 38, 39, 40, 41, 42) |
| Oceanía         | Islas Cook (13)                                   |
| Oceanía         | Palaos (10, 16)                                   |
| Oceanía         | Polinesia Francesa (4)                            |
| Oceanía         | Samoa (19, 20, 23, 24)                            |
| Oceanía         | Vanuatu (9)                                       |

## Controversia y acciones legales
- En febrero de 2001, Stacey Stillman presentó una demanda alegando que los productores habían interferido en el proceso de Survivor: Borneo, persuadiendo a dos miembros de su tribu (Sean Kenniff y Dirk Been) para expulsarla en lugar de Rudy Boesch.[47]

- Durante un viaje ganado en uno de los desafíos de recompensa en Survivor: The Australian Outback, Colby Donaldson removió algunos corales de la Gran Barrera de Coral Australiana y en el mismo viaje, el helicóptero del equipo de producción voló alrededor de una de las colonias de aves marinas protegidas. Esto representa una violación a las leyes australianas, por lo que las acciones podrían haber dado lugar a multas de hasta 110 000 dólares australianos. Mark Burnett, el productor ejecutivo, emitió una disculpa en nombre de Donaldson y el equipo de producción de Survivor.[48]

- En el desafío de inmunidad de los últimos cuatro jugadores en Survivor: Africa, el conductor Jeff Probst preguntó cual de las mujeres de esa temporada no usaba aretes. Kim Johnson respondió Kelly Goldsmith, ganó el punto, y pasó a ganar el desafío, que la puso en la final de tres y, finalmente, (después de ganar otro desafío de inmunidad) los dos últimos. Sin el conocimiento de los productores, otra concursante en África, Lindsey Richter, tampoco usaba aretes. Lex Van Den Berghe había respondido Lindsey, pero no le fue otorgado el punto, lo que pudo haber cambiado significativamente el resultado del desafío y el desenlace del juego por completo. La CBS pagó más tarde a Van Den Berghe y a Tom Buchanan, que había terminado en cuarta posición, tras un acuerdo.[49]
- Paul Winter demandó a Russell Landau (compositor de la canción principal de Survivor) y a Mark Burnett (productor de la serie) por 800 000 dólares en 2001. Winter declaró que no estaba de acuerdo con que se usaran fragmentos de la canción «Kurski Funk» de su álbum Earthbeat en la canción principal oficial de Survivor, titulada «Ancient Voices». Landau declaró a Entertainment Weekly que la canción es «...parte de una antigua canción folclórica rusa que he desvirtuado por completo». El caso se resolvió posteriormente extrajudicialmente. Landau es exmiembro de la banda de Winter, Paul Winter Consort, que ganó un Grammy en 1995 al Mejor Álbum de la Nueva Era.[50]

- En el quinto episodio de Survivor: All-Stars, un Richard Hatch desnudo, hizo contacto con Sue Hawk después de que ella bloqueó su paso durante el desafío de inmunidad. Hatch fue expulsado ese día por otras razones, pero Hawk abandonó el juego, dos días más tarde como resultado de lo que había sucedido. Hawk consideró el presentar una demanda en contra de las partes involucradas, pero apareció con Hatch en The Early Show, la mañana después de que el sexto episodio saliera al aire, indicando que ella optó por no proseguir con la acción legal, porque la CBS le había ayudado a «enfrentar la situación».[51]

- En enero de 2006, Richard Hatch, ganador de la primera temporada de Survivor, fue acusado y encontrado culpable de no informar sus ganancias al IRS para evadir impuestos. Fue condenado a cuatro años y tres meses de prisión.[52]

- En el comienzo de la temporada 13 de Survivor: Cook Islands, las tribus se agruparon de acuerdo a su raza. Probst afirma que la elección vino de la crítica de que Survivor «no era suficientemente diverso desde el punto de vista étnico»,[53] pero varios de los patrocinadores a largo plazo, entre ellos Campbell's Soup, Procter & Gamble, Home Depot, Coca Cola y General Motors,[54] retiraron el apoyo al show poco después de este anuncio, que conduce a la especulación de que las decisiones fueron en respuesta a la controversia racial. Estas empresas han negado algún tipo de relación del retiro del patrocinio con la controversia o no quisieron hacer comentarios, aunque la decisión de General Motors de suspender su patrocinio se había hecho meses antes del anuncio de la separación de razas, por lo que era pura coincidencia.

- En el programa de reunión de Survivor: China, Denise Martin les contó a los productores y al público que la habían degradado de conserje a camarera debido a la distracción que representaba para los estudiantes durante su participación en el programa. Debido a su mala suerte, Burnett le otorgó a Martin 50 000 dólares. Sin embargo, Martin se retractaría después de que el distrito escolar para el que trabajaba declarara públicamente que había aceptado el puesto de conserje antes de aparecer en el programa.[55] Martín decidió entonces donar los 50.000 dólares a una organización benéfica.[56]

- Un breve plano sin censura de los genitales Marcus Lehman durante el primer episodio de Survivor: Gabon llevó a los productores del show a pedir disculpas por el incidente.[57]

- Jim Early, quien fue usuario en uno de los foros de fans de Survivor, fue demandado por Burnett, su compañía de producción, y CBS en agosto de 2010, por la presunta divulgación de información detallada antes de la transmisión de los episodios de Survivor: Samoa y Survivor: Heroes vs Villains. Early reveló que él estaba recibiendo información de Russell Hantz, participante de ambas temporadas, a través de llamadas telefónicas y correos electrónicos. Early respondió a la demanda al proporcionar tal evidencia. Aunque la acción legal aún no se ha tomado en contra de Hantz, el contrato de un jugador en Survivor incluye una multa de hasta $5 millones de dólares por la revelación prematura de los resultados de la temporada.[58] Hantz ha declarado que la afirmación es falsa.[59]
- A los concursantes que no formaron parte del jurado de Survivor: Caramoan no se les permitió subir al escenario para el programa de reencuentro. Si bien Jeff Probst afirmó que el nuevo escenario no podía acomodar a todos los concursantes asistentes, el cambio de formato fue criticado duramente porque los fanáticos y los demás concursantes sintieron que era injusto que se les excluyera entre el público. Erik Reichenbach, quien terminó en quinto lugar y ni siquiera tuvo la oportunidad de hablar en la reunión, criticó a los productores por el trato que dieron a los concursantes. Lo calificó de farsa y criticó cómo el programa de reencuentro dejó tantas preguntas sin respuesta sobre los demás concursantes y su propia evacuación durante el final de temporada. También criticó cómo se excluyó por completo a los miembros del prejurado para incluir a exconcursantes del programa, como Rob Mariano y Rudy Boesch.[60]
- En el sexto episodio de Survivor: Game Changers, Jeff Varner reveló en el Consejo Tribal que su compañero Zeke Smith era un hombre transgénero. Esto causó un gran revuelo entre sus compañeros de tribu y el presentador Jeff Probst, lo que llevó a la eliminación inmediata de Varner. El incidente fue cubierto por varios medios de comunicación, y los fans criticaron duramente las acciones de Varner. Varner se explicó tras la emisión del episodio y expresó su arrepentimiento. Varner también fue despedido de su trabajo en el sector inmobiliario tras la emisión del episodio.[61]
- Antes del estreno de Survivor: David vs. Goliath, el concursante Alec Merlino publicó una foto suya en Instagram con su compañera Kara Kay y la frase «F*** it» («A la mierda»). Esta acción rompió el acuerdo de confidencialidad de Merlino con el programa, por lo que se le despojó de todos los honorarios por aparición y se le prohibió participar en el programa de reencuentro en vivo. Gracias a esto, Merlino no tuvo que pagar la multa habitual de 5 millones de dólares por romper el acuerdo.[62]
- En el octavo episodio de la temporada 39 de Survivor: Island of the Idols, el concursante Dan Spilo recibió una advertencia de los productores por tocar inapropiadamente a otras concursantes, entre ellas Kellee Kim. Las concursantes Elizabeth Beisel y Missy Byrd fueron duramente criticadas por explotar la situación como estrategia para expulsar a Kim más tarde en ese mismo episodio. Este momento ha sido criticado por varios medios de comunicación debido a las reacciones de Beisel y Byrd, así como a la gestión de la situación por parte de los productores.[63] Beisel y Byrd se disculparon posteriormente, junto con sus compañeros concursantes Lauren Beck y Aaron Meredith. Jeff Probst, CBS y MGM emitieron un comunicado sobre lo sucedido y la reacción de la producción.[64] Spilo fue expulsado del juego al final del episodio 12 tras «un reporte de otro incidente, ocurrido fuera de cámara y sin la participación de ningún jugador". Esta es la primera vez que un concursante es expulsado del programa por la producción.[65] Spilo se disculpó con todos los involucrados por su comportamiento luego de la transmisión de la final.[66] Debido al incidente, el final de temporada no se transmitió en vivo, sino a partir de una grabación previa en directo, la primera vez desde la introducción del formato de final en vivo. Además, CBS y Survivor anunciaron que modernizarán las reglas y la producción del programa para centrarse más en la detección temprana y la prevención de este tipo de comportamiento inapropiado, así como en sanciones estrictas para quienes lo incurran, con el objetivo de que estén completamente implementadas para la 41.ª temporada (la primera producida tras la emisión de Island of the Idols).[67]